# Bjelobrdski sportski klub
Il Nogometni klub Bjelobrdski sportski klub (club calcistico "club sportivo di Bijelo Brdo"), conosciuto semplicemente come NK BSK o più spesso come BSK Bijelo Brdo, è una squadra di calcio di Bijelo Brdo, un villaggio nel comune di Erdut, nella regione di Osijek e della Baranja (Croazia).

## Storia
La società calcistica BSK viene fondata nel 1935 ed i "padri fondatori" sono Mišo Ostojić, Radivoja Popović, Lazo Volarev, Žarko Vuković, Đoko Petrašević e Ljubomir Milinković. Nei primi due decenni disputa solo partite amichevoli con le squadre dei paesi vicini, e nel 1943 l'intera rosa si aggrega ai partigiani di Tito ove la maggior parte di loro perde la vita.
La prima partita ufficiale viene disputata il 12 novembre 1953 a Bobota contro il locale "NK Sremac". Il periodo migliore di quell'epoca è il 1957–1963, quando milita nella Podsavezna nogometna liga (quinto livello calcistico); i migliori giocatori di quell'età d'oro sono: Momčilo Marić (600 reti), Čedomir Smiljanić, Branko Jovanović, Zdravko Bošković e Radivoja Vujić.
Dopo un periodo di inattività, il club viene rifondato nel 2002 ed iscritto alla 2. ŽNL Osječko-baranjska - NK Osijek, seconda divisione regionale (quinta nazionale).
Nel periodo dal 2008 in poi inizia una grande espansione del club guidato dal presidente Jovo Vuković, si costruisce un nuovo stadio e la squadra inanella tre promozioni consecutive. La miglior stagione è la 2011–12, quando vince il campionato senza sconfitte ma non ottiene la licenza per la Druga HNL. Sotto la guida dell'allenatore Davor Rupnik vengono valorizzati molti giovani calciatori, tra cui Borna Barišić e Jakov Filipović che raggiungono la nazionale maggiore.
Il BSK ottiene la licenza nel 2018 (grazie all'aumento dell'organico della Druga HNL) e così può esordire nella seconda divisione.

## Strutture

### Stadio
Il NK BSK disputa le partite casalinghe allo Igralište BSK (parco giochi BSK), un impianto da 1000 posti.

## Palmarès
- Treća HNL: 2

2011-2012 (girone Est), 2013-2014 (girone Est)